# Big Daddy Kane
Antonio Hardy, ismertebb színpadi nevén Big Daddy Kane (1968. szeptember 10.) egy amerikai rapper és zenei producer New York Brooklyn városrészéből. Olyan nevekkel dolgozott együtt a hiphopszakmában, mint 2Pac, Big L, Biz Markie, Ice Cube, Marley Marl, Public Enemy, Teddy Riley, Rudy Ray Moore, és Barry White. Grandmaster Caz gyakorolta rá a legnagyobb hatást korai szakaszában, tovább fejlesztette szöveg-, és freestyle technikáit. Marley Marl legendás csapatának, a Juice Crew-nak tagjaként segített szövegírás terén Biz Markie-nak és Roxanne Shanténak. Ő a felelős Notorious B.I.G, és Jay-Z karrierjének ugrásszerű fellendüléséért. Jay-Z most már hatalmas befolyású reklámembernek számít, de Kane háttérembereként kezdte. Most Raleigh-Durhamben él, Észak-Karolinában.

## Élete

### ’80-as évek
1984-ben találkozott Biz Markie-val, szoros barátság alakult ki kettejük között. Kane besegített Biz legismertebb szövegeinek megírásába, s időközben mindketten a Queens-központú Hip-Hop kollektíva, a Juice Crew oszlopos tagjaivá nőtték ki magukat Marley Marl producer vezetése alatt. 1987-ben Kane aláírt és a következő évben debütált a Cold Chillin' Records lemezkiadónál, és azonnal berobbant Raw című underground klasszikusával. Tehetsége többek közt a szövegei gyorsaságában rejlik, a gyors rap úttörő nagymestereként tartják számon. Stílusa széles körben volt elismert, a ’80-as évek végén és a ’90-es évek elején több hiphop divatot teremtett (vastag aranyláncok, jellegzetes hajviselet, bársonyruhák-öltönyök, négyujjas gyűrűk). Neve jelentése: King Asiatic Nobody's Equal. A „Kane” név egy népszerű tévésorozatból, a Kung-Fuból ered, a „Big Daddy” pedig Frankie Avalon Beach Party című régi filmjéből származik.
Első albumát Long Live the Kane címen adta ki 1988 nyarán. Ezen többek közt az Ain’t No Half Steppin’ és a Set It Off című számok szerepelnek. A második album a rákövetkező évben jött ki, címe It’s a Big Daddy Thing. Kritikusok szerint ez volt karrierjének fénypontja. Az albumon szerepel a Smooth Operator, az I Get the Job Done (melynek producere Teddy Riley; a dal az R&B toplista 40. helyén landolt a ’80-as évek végén), illetve valamint a Marley Marl közreműködésével létrejött The Simphonyt, amely olyan Juice Crew tagokat mutat fel, mint Kool G Rap, Masta Ace és Craig G (a későbbiekben KRS-One, DMX és Big Punisher remixelte).

### ’90-es évek
Big Daddy Kane feltűnt Patti LaBelle 1991-es, Burnin’ című produkciójában. Hozzá fűződik a Feels Like Another One refrénje. Közreműködött a Live in New York videóklipnél is.
Elismerten a hiphop aranykorának (1985–1995) egyik legnagyobb alakja, bár kísérletezgetései az R&B alapokkal és rokonszenve a Five Percent factionnel kritikát vont maguk után. Későbbi albumai, mint például a Looks Like a Job For…, vagy a Prince of Darkness, bár elismertek voltak, mégsem tudták visszahozni azt az anyagi, és művészi sikert Big Daddy számára, mint korábban. Ennek ellenére mindmáig széles körökben turnézik.
Színészként Mario Van Peebles westernjében debütált (Posse, 1993). Kane továbbá pózolt a Playgirl női magazinban, és Madonna Sex című könyvében, 1990-ben.

### 2000 után
Főleg 2002-től Big Daddy Kane időnként olyan alternatív hiphop előadókkal működik együtt, mint például Jurassic 5, Little Brother és DJ Babu a Beat Junkiesból. Két számmal jött ki, az egyik az Alchemist által producerált The Man, The Icon és a DJ Premier segítségével létrejött Any Type of Way (amiben kitárgyalja a szeptember 11-ei eseményeket és a társadalmi középréteg hanyatlását).
Big Daddy feltűnt a Morcheeba nevű trip-hop együttes 2003-as What’s Your Name című számában. 2004-ben a Warm It Up, Kane bekerült a Grand Theft Auto: San Andreas videójátékba, klasszikus hiphop rádiócsatornán a Playback FM-en.
2006-ban vendég-MC-ként szerepelt a The Stanton Warriors Get Wild Off Thisjében.
2005-ben a VH1 Hip Hop Honors rendezvényen kitüntették. Miután elhangzott egy mix leghíresebb számaiból (előadók: T.I., Black Thought és Common), ő maga is megjelent, hogy előadja legkedvesebb számát, a Warm It Up, Kane-t, régi kedvenc táncosaival, Scoobbal és Scrappel.
Kane és Kool G Rap rövid ideig láthatók Dave Chapelle Bloc Party című dokumentumfilmjében. Napjainkban gyakran láthatjuk a Wu-Tang Clan, Rakim, és régi barátai, Busta Rhymes, és Q-Tip társaságában, mint például a 2006-os Summer Jam koncertsorozaton.
2007. június 5-én a Chinga Chang Records kiadott egy mixtape-et Official Joints címmel, ami tartalmaz egy új Big Daddy-felvételt, az If You Try-t.

## Diszkográfia
| Albuminformációk |
| --- |
| Long Live the Kane - Kiadása: 1988. június 21. - Billboard 200 listahelyezés: #116 - R&B/hiphop listahelyezés: #5 - Minősítés: Aranylemez - Kislemezek: Get Into It/Somethin' Funky/Just Rhymin' With Biz, Raw/Word to the Mother (Land), I'll Take You There (Remix)/Wrath of Kane                                        |
| It's a Big Daddy Thing - Kiadása: 1989. szeptember 15. - Billboard 200 listahelyezés: #33 - R&B/hiphop listahelyezés: #4 - Minősítés: Aranylemez - Kislemezek: Smooth Operator/Warm It Up Kane, I Get the Job Done/Big Daddy's Theme, To Be Your Man/Ain't No Stoppin' Us Now, Rap Summary (Lean On Me)/Long Live the Kane |
| Taste of Chocolate - Kiadása: 1990. október 30. - Billboard 200 listahelyezés: #37 - R&B/hiphop listahelyezés: #10 - Kislemezek: Cause I Can Do It Right/Dance with the Devil, All of Me/Cause I Do It Right (Remix), It's Hard Being the Kane/Who Am I                                                                    |
| Prince of Darkness - Kiadása: 1991. október 29. - Billboard 200 listahelyezés: #57 - R&B/hiphop listahelyezés: #25 - Kislemezek: Ooh, Aah, Nah-Nah-Nah, Groove With It, Raw '91, The Lover In You |
| Looks Like a Job For… - Kiadása: 1993. május 25. - Billboard 200 listahelyezés: #52 - R&B/hiphop listahelyezés: #9 - Kislemezek: How U Get a Record Deal/Here Comes Kane, Scoob and Scrap, Stop Shammin', Very Special/Stop Shammin'                                                                                       |
| Daddy's Home - Kiadása: 1994. szeptember 13. - Billboard 200 listahelyezés: #155 - R&B/hiphop listahelyezés: #26 - Számok: Show & Prove/In the PJ's |
| Veteranz Day - Kiadása: 1998. április 28. - Billboard 200 listahelyezés: - - R&B/hiphop listahelyezés: #62 - Kislemezek: Uncut, Pure/2 Da Good Tymz, Hold it Down/Unda Presha |